# Сане (Палене)
 Тази статия е за древния град на полуостров Палене.  За древния град на полуостров Акте, вижте Сане (Акте).  
Са̀не (на старогръцки: Σάνη, новогръцко произношение Сани) е античен гръцки град на западния бряг на полуостров Палене, най-западният ръкав на Халкидика. Разположен е между Менде на юг и Потидея на север, край днешното курортно селище Сани.

## История
Сане е основан от колонисти от Еретрия и е един от най-сериозните градове на Халкидика до римско време.
Херодот споменава Сане във връзка с похода на Ксеркс I в Тракия в 480 г. пр. Хр. Страбон споменава Сане заедно с Касандрия, Менде, Скионе и Афитос като един от градовете, които съществуват на Палене в I век пр. Хр. Помпоний Мела споменава Сане на Палене, но обърква точното му местонахождение с това на Скионе, описвайки го в близост до нос Канастреон. Градът е член на Атинския морски съюз и според проф. Йоаким Папагелос градът продължава да е проатински чак до 1 в. пр. Хр. Според него на носа, на който е Санската кула, е бил акрополът на града.
Някои историци твърдят, че Сане на Палене и Сане на Акте са всъщност едно и също селище. Според историка Арнолд Уайкомб Гом Херодот се е объркал, когато локализира селището на Палене, но тази теза е отхвърлена, тъй като няма никакви доказателства за неверността на текста от Херодот, а и действително между Потидея и Менде съществуват останки от голямо древно селище. Немският историк Михаел Царнт не се съгласява с мнението на Гом и в атласа на Царнт (Barrington atlas of the Greek and Roman world, карта 50 D4, 1971), издаден от Принстънския университет, Сане е отбелязан на полуостров Палене, северно от Менде.

## Археология
Развалините на Сане са открити при строежа на голям хотел. Разкритите вотивни надписи, лампи и други водят до голямо археологическо проучване в района, в който е трябвало да се строи пристанище за малки лодки. Открит е слой останки от архаичната епоха със слоеве от керемиди, огнища, керамични съдове и фигурки, факли – очевидно сцена на нощни ритуали. Факлите са сходни с тези, използвани в светилищата на Афродита и Деметра. Местното божество е женско, а фигурките са с коринтски произход и също са женски, предимно на Артемида.